# ضفدع فوريري
ضفدع فوريري (الاسم العلمي: Rana forreri) (بالإنجليزية: Forrer's grass frog)‏ هو نوع من الحيوانات يتبع جنس الضفدع الحقيقي من فصيلة الضفادع الحقيقية.
سمي هذا النوع نسبةً إلى عالم الأحياء البريطاني ألفونس فورير (1836–1899) (بالإنجليزية: Alphonse Forrer)‏.